# Ялакдере

Ялакдере (Ялах-кам) — река в России, протекает в Республике Дагестан, по территории Ахтынского района.

## Географическое положение
Берёт начало с южного склона Самурского хребта западнее горы Ялак, на высоте 2830 м. Течёт с севера на юг по дну Ялакского ущелья, устье реки находится в 113 км по левому берегу реки Самур у села Хрюг. Длина — 13 км.

## Данные водного реестра
По данным государственного водного реестра России относится к Западно-Каспийскому бассейновому округу, водохозяйственный участок реки — Самур, речной подбассейн реки — Ахтычай. Речной бассейн реки — Самур.
По данным геоинформационной системы водохозяйственного районирования территории РФ, подготовленной Федеральным агентством водных ресурсов:
- Код водного объекта в государственном водном реестре — 07030000412109300002378
- Код по гидрологической изученности (ГИ) — 109300237
- Код бассейна — 07.03.00.004
- Номер тома по ГИ — 09
- Выпуск по ГИ — 3

## Население
В среднем течении реки расположено село Ялак, у устья расположено село Хрюг.